# Drongogökar
Drongogökar (Surniculus) är ett litet släkte med fåglar i familjen gökar inom ordningen gökfåglar som återfinns från Indien till Filippinerna och Sulawesi. Släktet drongogökar omfattar fyra arter:
- Klykstjärtad drongogök (S. dicruroides)
- Filippindrongogök (S. velutinus)
- Tvärstjärtad drongogök (S. lugubris)
- Moluckdrongogök (S. musschenbroeki)